# 16075 Меглас
16075 Меглас (16075 Meglass) — астероїд головного поясу, відкритий 9 вересня 1999 року.
Тіссеранів параметр щодо Юпітера — 3,481.